# Salvatore Joseph Cordileone

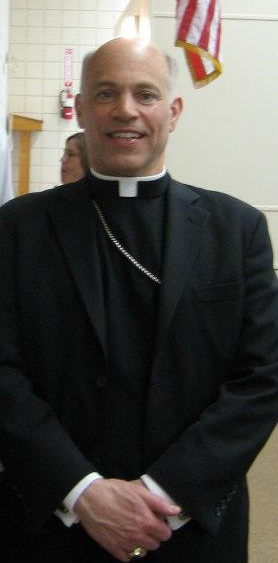
Erzbischof Salvatore Joseph Cordileone (2014)

Salvatore Joseph Cordileone (* 5. Juni 1956 in San Diego, Kalifornien) ist seit 2012 römisch-katholischer Erzbischof von San Francisco.

## Studium und Werdegang
Nach seiner Schulzeit an der Crawford High School in San Diego studierte Cordileone, dessen Großeltern aus Sizilien in die Vereinigten Staaten eingewandert waren, Philosophie und Katholische Theologie an der San Diego State University (1974–1975) und an der University of San Diego (1975–1978), wo er zum Bakkalaureus der Philosophie graduiert wurde. Anschließend studierte er von 1978 bis 1981 an der Päpstlichen Universität Gregoriana in Rom.
Am 9. Juli 1982 empfing Cordileone das Sakrament der Priesterweihe für das Bistum San Diego durch Bischof Leo Thomas Maher. Bis 1985 wirkte er als Pfarrvikar der Saint Martin of Tours Parish in La Mesa. Danach studierte er von 1985 bis 1989 Kirchenrecht an der Universität Gregoriana und verfasste seine Dissertation zu den gegenwärtigen Normen der Generalabsolution im theologisch-historischen Kontext.
Ab 1989 war er Sekretär des Koadjutorbischofs von San Diego Robert Henry Brom, Kirchenrechtler am Diözesangericht  (1989–1990) und Gemeindepfarrer von Our Lady of Guadalupe Parish in Calexico (1991–1995). Im Sommer 1995 kehre Cordileone nach Rom zurück, um bis 2002 als Assistent an der Apostolischen Signatur, dem obersten kirchlichen Gerichtshof, zu arbeiten. Papst Johannes Paul II. verlieh ihm 1999 den Ehrentitel Kaplan Seiner Heiligkeit; auch Monsignore genannt.

## Bischöfliche Laufbahn

### Weihbischof von San Diego
Am 5. Juli 2002 wurde Cordileone von Johannes Paul II. zum Titularbischof von Natchesium und zum Weihbischof in San Diego ernannt. Die Bischofsweihe spendete ihm sein Heimatbischof, Robert Henry Brom, am 21. August 2002 mit den Bischöfen Raymond Leo Burke (La Crosse) und Weihbischof Gilbert Espinosa Chávez (San Diego) als Mitkonsekratoren. Auf der Jahrestagung der US-Bischöfe in Baltimore im November 2006 votierte Cordileone bei der Prüfung des Dokuments Happy Are Those Who Are Called to His Supper dafür, die Verwendung von Kontrazeptiva als Hindernisgrund für den Kommunionempfang zu definieren. Obwohl der Vorschlag abgelehnt wurde, bezeugt ein Zusatzdokument, welches auf dem Treffen genehmigt wurde, dass für die katholische Kirche Empfängnisverhütung objektiv unmoralisch ist (contraception is objectively immoral). 2008 unterstützte er die Proposition 8, die das Ziel hatte, nur heterosexuelle Ehen staatlich anzuerkennen. Der Volksentscheid, bei dem sich eine Mehrheit der Abstimmenden für die Position der Initiatoren aussprach, wurde 2010 für verfassungswidrig erklärt.
In der Bischofskonferenz der Vereinigten Staaten saß Cordileone von 2006 bis 2009 im Ausschuss für Bildung und das katholische Hochschulwesen.

### Bischof von Oakland

Erzbischofswappen

Papst Benedikt XVI. ernannte ihn am 23. März 2009 zum Bischof von Oakland; die Amtseinführung fand am 5. Mai desselben Jahres in der Kathedrale Christ the Light statt. Am 20. September 2009 zelebrierte Cordileone in der St. Margaret Mary Church in Oakland ein Pontifikalamt (lateinisch Missa Pontificalis) in der außerordentlichen Form des römischen Ritus. Dies war nach den liturgischen Änderungen infolge des Zweiten Vatikanischen Konzils das erste Mal, dass in Nordkalifornien ein Pontifikalamt nach dem Missale von 1962 gefeiert wurde.
Zwischen 2011 und 2017 war Cordileone Vorsitzender des Ehe-Ausschusses der Bischofskonferenz der Vereinigten Staaten, in dessen Eigenschaft er das biblische Modell der Ehe zu verteidigen suchte. In einem Interview mit der Catholic News Agency vom Juni 2012 erklärte Cordileone, dass eine Neudefinition der Ehe unter Einbeziehung homosexueller Paare für Kinder schlecht, für die Gesellschaft schädlich und für die Religionsfreiheit gefährlich wäre.

### Erzbischof von San Francisco
Am 27. Juli 2012 ernannte Papst Benedikt XVI. Cordileone zum Erzbischof von San Francisco, nachdem George Hugh Niederauer zurückgetreten war. Cordileone wurde am 4. Oktober desselben Jahres, dem Patronatsfest der Diözese, installiert. In der Bischofskonferenz der Vereinigten Staaten wurde Cordileone im November 2018 Vorsitzender des Komitees für Laien, Familie und Jugend. Er bekleidete diese Position bis 2022.

## Wappen
Das Wappen Cordileones besteht aus zwei Hälften. Auf der linken Seite werden die Insignien der Erzdiözese San Francisco abgebildet: die gekreuzten Arme Christi und des heiligen Franz von Assisi. Der rechte obere Teil zeigt den Körper eines Löwen, der ein rotes Herz in den Pfoten hält und symbolisiert seinen italienischen Nachnamens Cor di leone, was „Herz des Löwen“ bedeutet. Der rechte untere Teil zeigt eine rote Krabbe; ein Hinweis auf die Krabbenfischerei der Familie Cordileone bei ihrer Ankunft in Kalifornien und weist zugleich auf die Pflicht eines Bischofs, „Menschenfischer“ zu sein (Lk 5,10). Der Wahlspruch In verbo tuo (Auf dein Wort), bezieht sich auf die Antwort Petri, als Jesus ihn zum Fischfang bei Tageslicht einlädt (Lk 5,4–5).

## Positionen
Im Mai 2022 schloss Salvatore Cordileone die römisch-katholische Politikerin Nancy Pelosi, Sprecherin des Repräsentantenhauses der Vereinigten Staaten von Amerika, wegen ihrer liberalen Haltung in der Abtreibungsfrage vom Empfang der Kommunion aus und wies alle Priester seines Bistums an, der Politikerin der Demokratischen Partei die Kommunion zu verweigern. Nach Pressemitteilungen habe Cordileone Pelosi schriftlich mitgeteilt: „Eine katholische Gesetzgeberin, die Abtreibung unterstützt, obwohl sie die Lehre der Kirche kennt, begeht eine offensichtliche schwere Sünde.“ Voraussetzung für eine Wiederzulassung zur Kommunion sei, dass Pelosi sich öffentlich von ihrer Haltung zu Abtreibung distanziere und das Sakrament der Beichte empfange.